# Daweloor
Die indonesische Insel Daweloor (indon. Pulau Daweloor) gehört zu den Babarinseln der Südlichen Molukken.

## Geographie
Daweloor liegt nordöstlich der Hauptinsel Babar. Zusammen mit deren Ostteil und der Insel Masela im Süden und der Nachbarinsel Dawera bildet Daweloor den Subdistrikt (Kecamatan) Babar Timur (Regierungsbezirk der Südwestmolukken, Provinz Maluku).
Orte auf der Insel sind Watuwai, Uwer, Lakrima und Nurnjaman.